# إدوارد أبينغتون الابن
إدوارد جوردون أبينغتون الابن (من مواليد 4 مارس 1943) شغل منصب القنصل العام للولايات المتحدة في القدس من عام 1993 إلى عام 1997. وتزامن تعيينه مع اتفاقيات أوسلو للسلام. كان أبينغتون هو جهة الاتصال الرئيسية بين الولايات المتحدة وياسر عرفات ، حيث التقى به أكثر من 200 مرة منذ عام 1994 وحتى أوائل عام 1997. لدى أبينغتون ابنة تدعى أليكس، كان يصطحبها معه في رحلاته لزيارة عائلة عرفات.
من عام 2007 إلى عام 2008، كان أبينغتون شاهدًا للدفاع في مقاضاة الحكومة الأمريكية لمؤسسة الأرض المقدسة للإغاثة والتنمية.